# Hymenostomum guineense
Hymenostomum guineense är en bladmossart som beskrevs av Brotherus och Jean Édouard Gabriel Narcisse Paris 1908. Hymenostomum guineense ingår i släktet Hymenostomum och familjen Pottiaceae. Inga underarter finns listade i Catalogue of Life.